# Бобринская, Анна Владимировна
Графиня Анна Владимировна Бобринская (урождённая баронесса Унгерн-Штернберг, 20 января 1769 — 9 марта 1846) — жена Алексея Бобринского, внебрачного сына Екатерины II.

## Биография
Из балтийских немцев. Родилась в семье коменданта Ревельской крепости барона Вольдемара Унгерн фон Штернберга и Дарьи Андреевны Тизенгаузен, в чей дом часто заходил Алексей Григорьевич Бобринский, внебрачный сын Екатерины II, по велению матери вынужденный проживать вдали от двора, в Ревеле.
По преданию, родители Анны долго не соглашались на брак с Бобринским, полагая, что императрице брак будет неугоден, так как она, якобы, планирует отдать Бобринскому одну из немецких принцесс. Однако 16 января 1796 года состоялась свадьба, после чего Бобринскому с супругой было разрешено ненадолго приехать в Санкт-Петербург.
Императрица ласково приняла невестку, сказав: «Et vous n’avez pas eu peur d'épouser ce mauvais sujet» («И вы не побоялись выйти замуж за этого недостойного господина»), намекая на то, что молодая женщина должна обладать изрядным мужеством, чтобы выйти замуж за человека с такой репутацией, какую составил в России и Европе Бобринский, не раз навлекавший серьёзный гнев императрицы.
Овдовев в 1813 году, Анна Владимировна поселилась в деревне, где занялась устройством своих обширных имений и воспитанием и образованием детей. Зиму она проводила в Москве, где жила в собственном доме. Князь Долгорукий так описывал её жизнь в первопрестольной:
«Расположилась во что бы то ни стало жить весело и забавлять весь город. Вся публика к ней хлынула. Она была уже не молода, но здорова и во всех физических силах, при том чрезвычайно богата; она увлекалась во все роды житейского удовольствия; скоро появился в доме её театр, и тотчас приглашён я был в её сообщество». 
По словам И. М. Долгорукого, графиня Бобринская отличалась «весёлым характером, добротой в намерениях и простотой в обычаях», другие современники подтверждали, что она была женщина «отменного ума и сердца».

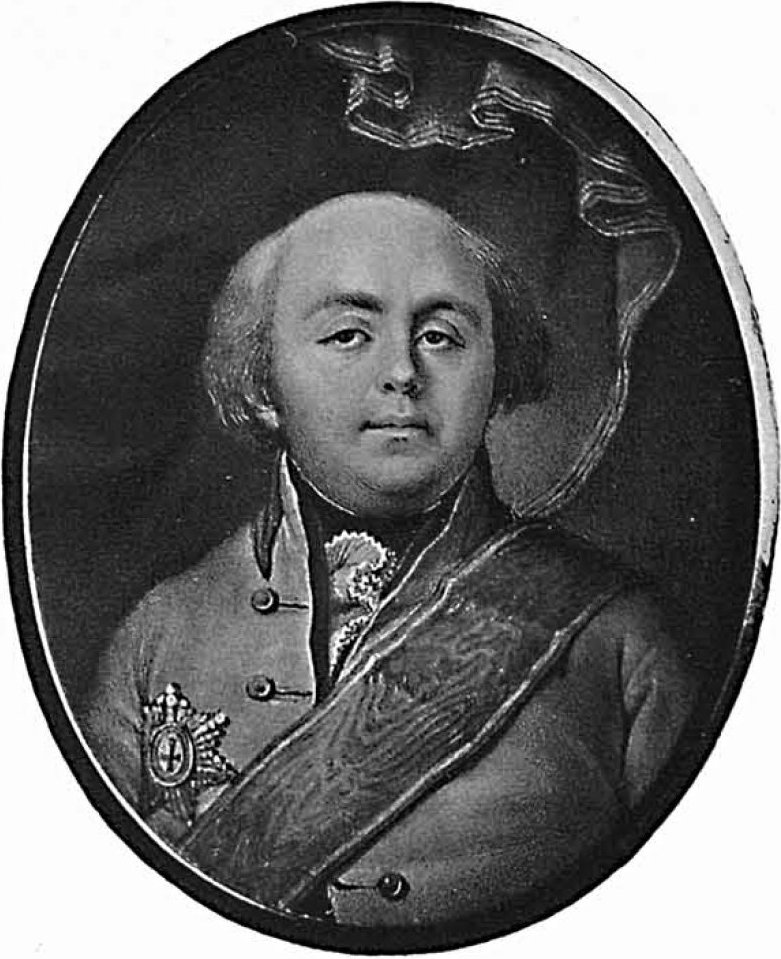
Алексей Бобринский

«В её доме постоянно были приёмы, любительские спектакли, маскарады, званые вечера. О них, например упоминает А. Я. Булгаков в переписке с братом. Когда дети подросли, она снова переселилась в Петербург и отдала сыновей
в славившуюся тогда «Муравьёвскую школу». По словам М. А. Корфа, графиня Бобринская «одна из почтеннейших, умнейших, и наиболее любимых дам высшего круга. Замужество открыло ей доступ ко двору, а высшие качества и пленительный ум не замедлили к ней всех привязать».
Её положение при дворе было исключительным, так как она не имела никакого придворного звания, но пользовалась особым расположением вдовствующей императрицы Марии Фёдоровны, а император Николай I часто навещал её, называя при этом «ma tante» («моя тётушка»).
Высшее общество стекалось в её дом на Галерной, как говорили, единственный, где беседа держалась без неизбежных танцев и карт, хотя давались и балы в присутствии императорской фамилии.

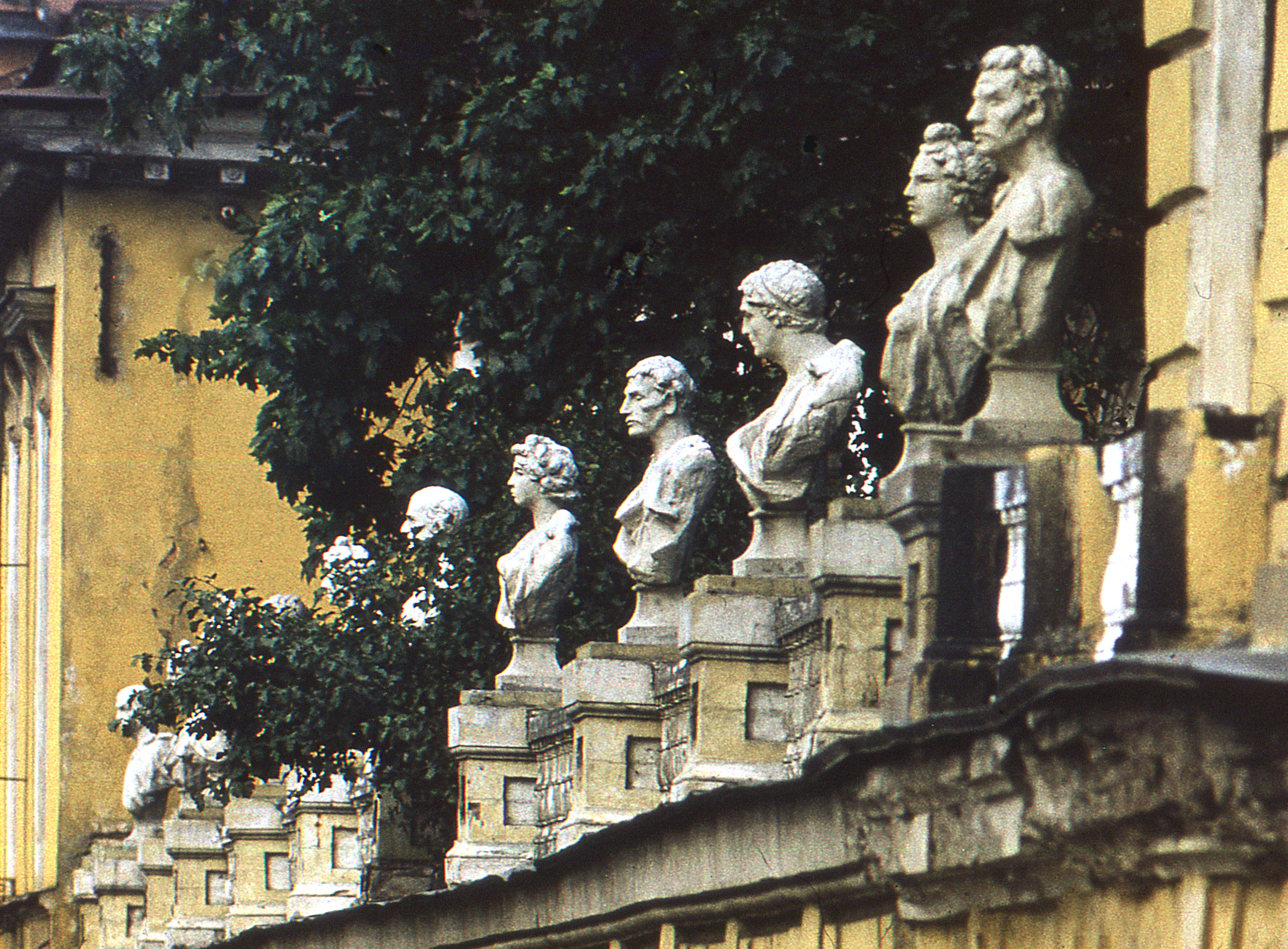
Ограда особняка Бобринских

Графиня была добра к А. Пушкину, не раз его выручая, когда тому доводилось делать промахи против этикета. 18 декабря 1834 года Пушкин в дневнике записал, как старая графиня Бобринская, которая «всегда за меня лжёт и вывозит меня из хлопот», заметила, что у поэта «треугольная шляпа с плюмажем (не по форме: в Аничков ездят с круглыми шляпами). Граф Бобринский (сын её) велел принести мне круглую — какая идиллия: какая чудная, заботливая старушка, какой добрый Знак Смерти!»
Скончалась в Санкт-Петербурге в 1846 году. Похоронена была в селе Бобрики, Тульской губернии.

## Дети
От брака с Алексеем Григорьевичем Бобринским (1762—1813) имела детей:
1. Мария Алексеевна (1798—1835), замужем за гофмейстером князем Николаем Сергеевичем Гагариным (1784—1842). По отзывам современницы была умна и образованна, умерла скоропостижно в тяжких страданиях[4].
2. Алексей Алексеевич (1800—1868), известный сельскохозяйственник и сахарозаводчик. Был женат на фрейлине Софье Александровне Самойловой (1797—1866), дочери графа А. Н. Самойлова.
3. Павел Алексеевич (1801—1830), штабс-ротмистр, убит на дуэли во Флоренции. Был женат с 1822 года на богатой вдове и красавице, Юлии Станиславовне Собакиной, урождённой Юноша-Белинской (1804—1892), имели 2 сыновей и 3 дочерей. Брак состоялся тайно и встречен был с неодобрением матерью жениха.
4. Василий Алексеевич (1804—1874), служил в лейб-гвардии Гусарском полку, декабрист.

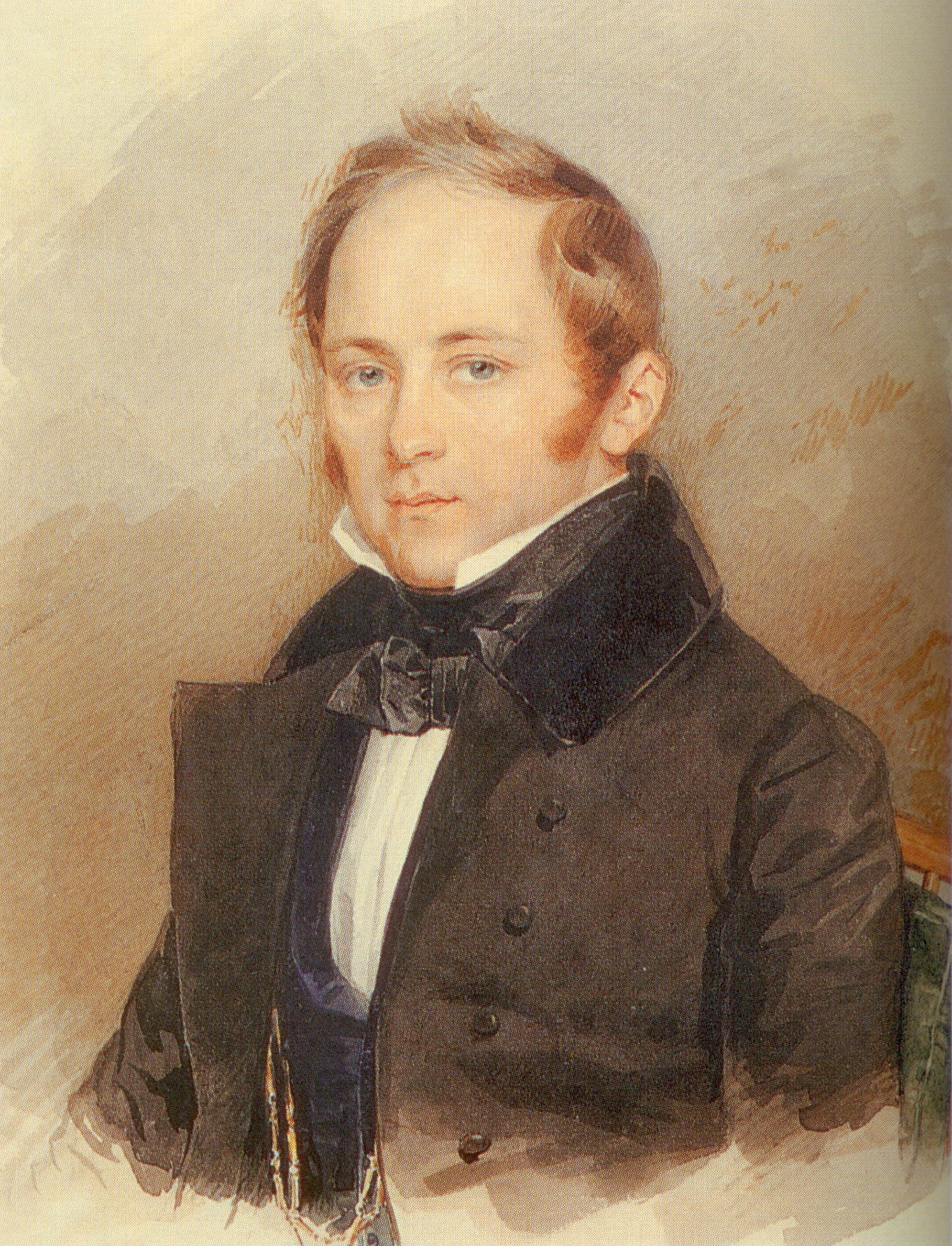
Алексей Алексеевич, сын
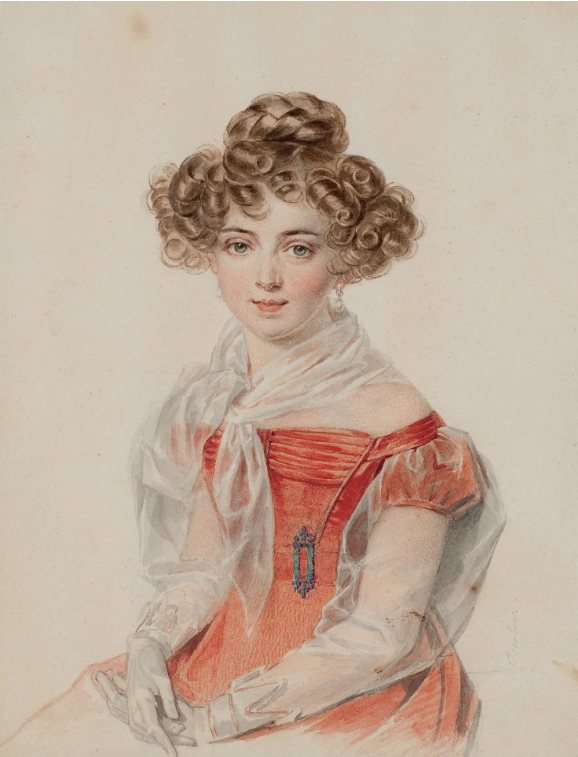
Софья Александровна, невестка
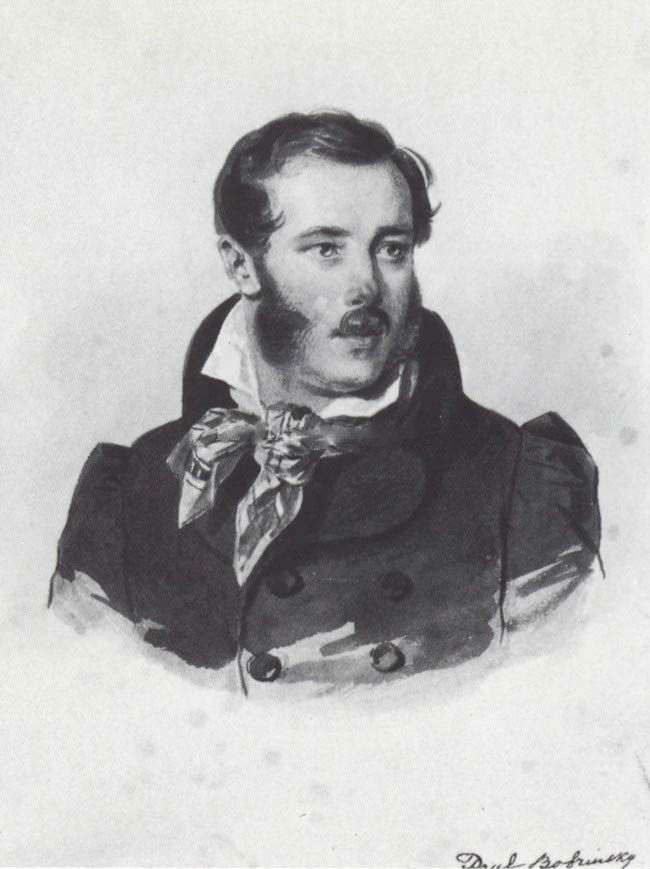
Павел Алексеевич, сын
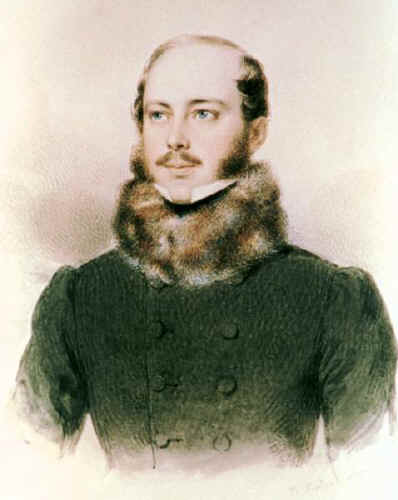
Василий Алексеевич, сын

## Источник
- Русские портреты XVIII—XIX столетий. / Изд. Вел. Кн. Николая Михайловича. — СПб., 1906. — Т. I, вып. IV. — № 128.